# صوفي كنسيلا
سوفي كنسيلا (بالإنجليزية: Sophie Kinsella)  (و. 1969  م) هي كاتِبة، وروائية، وصحفية بريطانية، ولدت في لندن.

## التعليم
تعلمت في كلية نيو كوليج.

## وصلات خارجية
- صوفي كنسيلا على موقع IMDb (الإنجليزية)
- صوفي كنسيلا على موقع ميوزك برينز (الإنجليزية)
- صوفي كنسيلا على موقع إن إن دي بي (الإنجليزية)
- صوفي كنسيلا على موقع قاعدة بيانات الفيلم (الإنجليزية)

- صوفي كنسيلا في قاعدة بيانات الأفلام على الإنترنت